# Monique Adamczak
Monique Adamczak (nació el 21 de enero de 1983, en Kensington, Nueva Gales del Sur) es una jugadora de tenis profesional de Australia.
Adamczak hizo su debut como profesional en 1998, a la edad de 15 años, en el torneo en ITF de Lyneham. En su camino a los cuartos de final derrotó a Alicia Molik.
En el Abierto de Estados Unidos de 2009, Adamczak clasificó para la competición de individuales, perdiendo ante Alizé Cornet en la primera ronda, 6-4, 4-6, 5-7.
En el Abierto de Australia 2014, Adamczak asociada con Olivia Rogowska alcanzó la tercera ronda, perdiendo con las primeras sembradas Sara Errani y Roberta Vinci.

## Títulos WTA (2; 0+2)

### Dobles (2)
| Leyenda                    |
| -------------------------- |
| Grand Slam (0)             |
| Juegos Olímpicos (0)       |
| WTA Tour Championships (0) |
| Premier Mandatory (0)      |
| Premier 5 (0)              |
| Premier (0)                |
| International (2)          |

| N.º | Fecha                    | Torneos    | Superficie | Pareja        | Oponentes en la final    | Resultado        |
| --- | ------------------------ | ---------- | ---------- | ------------- | ------------------------ | ---------------- |
| 1.  | 18 de junio de 2017      | Nottingham | Hierba     | Storm Sanders | Jocelyn Rae Laura Robson | 6-4, 4-6, [10-4] |
| 2.  | 22 de septiembre de 2018 | Guangzhou  | Dura       | Jessica Moore | Danka Kovinić Vera Lapko | 4-6, 7-5, [10-4] |

#### Finalista (5)
| N.º | Fecha                    | Torneos               | Superficie    | Pareja        | Oponentes en la final            | Resultado        |
| --- | ------------------------ | --------------------- | ------------- | ------------- | -------------------------------- | ---------------- |
| 1.  | 16 de septiembre de 2017 | Tokio (International) | Dura          | Storm Sanders | Shuko Aoyama Zhaoxuan Yang       | 0-6, 6-2, [5-10] |
| 2.  | 23 de septiembre de 2017 | Guangzhou             | Dura          | Storm Sanders | Elise Mertens Demi Schuurs       | 2-6, 3-6         |
| 3.  | 14 de octubre de 2018    | Tianjin               | Dura          | Jessica Moore | Nicole Melichar Květa Peschke    | 4-6, 2-6         |
| 4.  | 7 de abril de 2019       | Monterrey             | Dura          | Jessica Moore | Asia Muhammad María Sánchez      | 6-7(2), 4-6      |
| 5.  | 21 de julio de 2019      | Lausana               | Tierra batida | Xinyun Han    | Anastasia Potapova Yana Sizikova | 2-6, 4-6         |

## Títulos WTA 125s (0; 0+0)
| Leyenda  | Individuales | Dobles |
| -------- | ------------ | ------ |
| WTA 125s | 0            | 0      |

### Dobles (0)

#### Finalista (1)
| N.º | Fecha                   | Torneos | Superficie | Pareja       | Oponentes                            | Resultado           |
| --- | ----------------------- | ------- | ---------- | ------------ | ------------------------------------ | ------------------- |
| 1.  | 19 de noviembre de 2017 | Taipéi  | Carpet (i) | Naomi Broady | Veronika Kudermetova Aryna Sabalenka | 6-2, 6-7(2), [6-10] |